# Franciszek Flasiński
Franciszek Flasiński (ur. 22 stycznia 1888 w Dąbrowie, koło Bochni, zm. 6/7 września 1946) – polski ksiądz katolicki, proboszcz parafii w Libiążu, zamordowany przez funkcjonariuszy Urzędu Bezpieczeństwa.

## Życiorys
Święcenia kapłańskie przyjął w 1912 roku w Krakowie, w 1931 r. został proboszczem parafii pw. Przemienienia Pańskiego w Libiążu.
Działał na rzecz lokalnej społeczności, przyczynił się do budowy domu starców, domu parafialnego w Libiążu i kaplicy w miejscowości Dąb. Za swoją pracę duszpasterską i zaangażowanie społeczne otrzymał tytuł kanonika. W czasie wojny współpracował z Armią Krajową i pomagał ludności
represjonowanej przez hitlerowców.

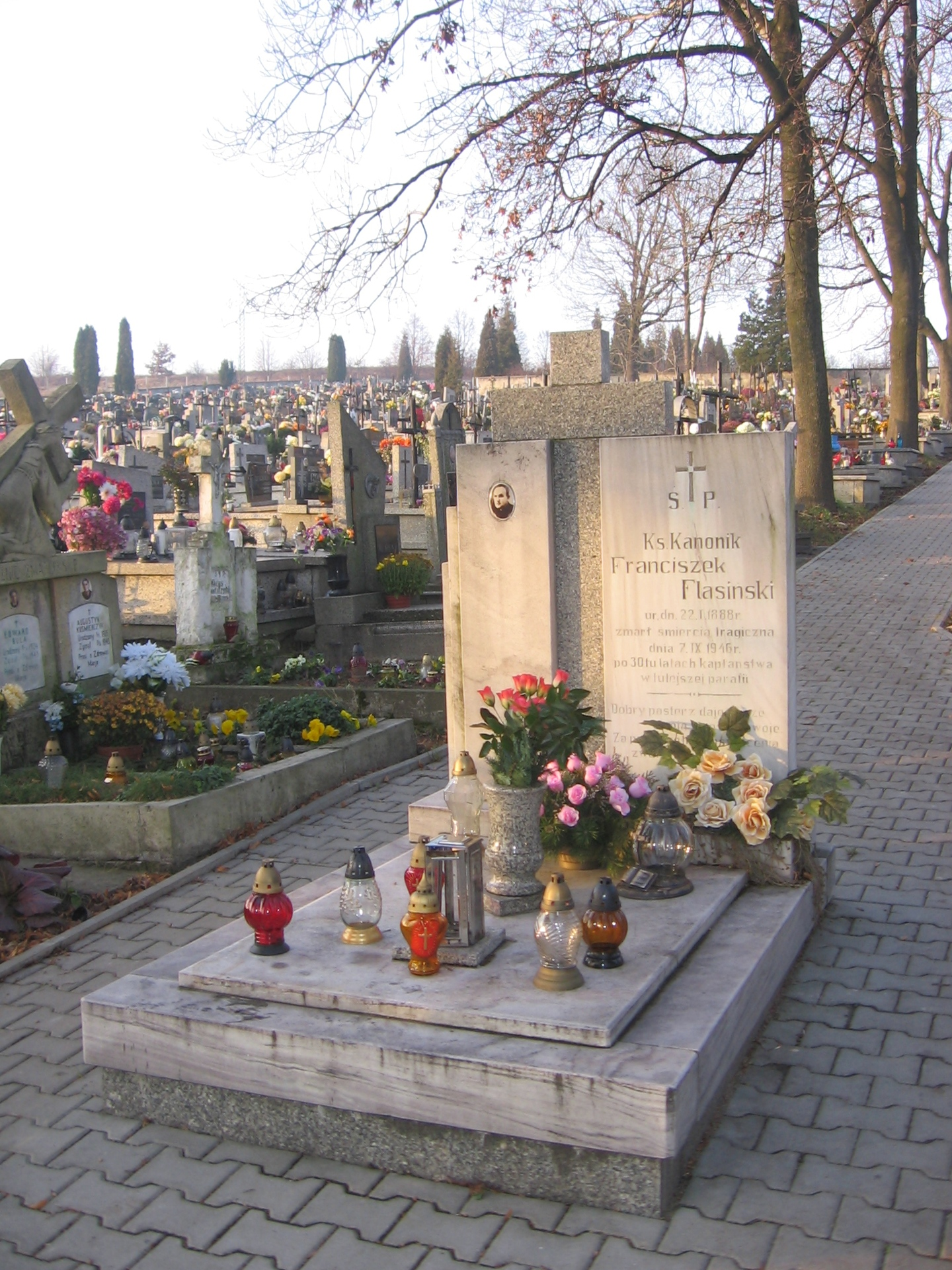
Grób ks. Flasińskiego w Libiążu

Po wojnie, w nocy z 6 na 7 września 1946 roku, został zastrzelony na swojej plebanii. Mordu dokonało trzech funkcjonariuszy Urzędu Bezpieczeństwa. Kapłan został pochowany na cmentarzu w Libiążu, a uroczystości pogrzebowe odprawił kard. Adam Stefan Sapieha. W pogrzebie wzięło udział około dziesięć tysięcy wiernych.